# Colibrí inca irisat
El colibrí inca irisat (Coeligena iris) és una espècie d'ocell de la família dels troquílids (Trochilidae) que habita Equador i el Perú.